# Porto (vino)

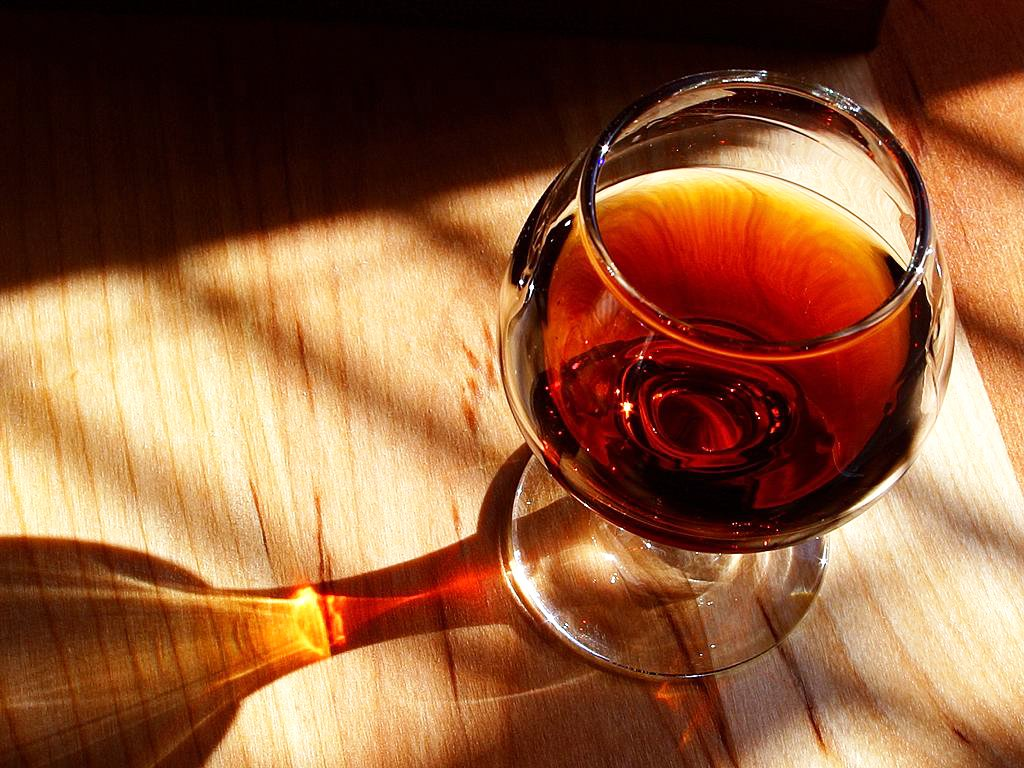
Un bicchiere di porto

Il porto, o vino di porto, è un vino liquoroso portoghese prodotto esclusivamente da uve provenienti dalla regione del Douro, nel nord del Portogallo, sita a circa 100 chilometri a est della città di Porto.

## Caratteristiche e tipi
La peculiarità maggiore del porto, oltre al clima in cui maturano le uve, è la sua fermentazione incompleta, fermata (mutizzata) ad uno stadio iniziale tramite l'aggiunta di alcol vinico, ottenuto da distillazione del vino contenente circa il 77% di alcol. In questo modo il vino risulta naturalmente dolce - a causa del residuo zuccherino derivante dall'uva che i lieviti non hanno potuto trasformare interamente in alcol perché inibiti dalla concentrazione elevata di etanolo che può raggiungere livelli compresi tra il 19 e il 22%.
Sono noti sette tipi fondamentali di vino di porto: le categorie base, bianco, ruby e tawny, poi i tipi più pregiati, Tawny invecchiato (aged tawny può essere commercializzato dopo 10 anni di invecchiamento, fino a 40), Colheita, LBV (Late Bottled Vintage), e Vintage, in assoluto il più pregiato. Il vino di porto è tradizionalmente un assemblaggio, tra uve provenienti da diversi vigneti, vinificate con tecniche differenti, di diverse annate; tuttavia un nuovo tipo di prodotto detto Single quinta (proveniente da una sola tenuta), ha conosciuto un successo crescente negli ultimi anni.

## Porto bianco
Il porto bianco è prodotto esclusivamente da uve bianche ed invecchia in grandi botti di legno di quercia, da oltre 20.000 litri. È un vino tipicamente giovane e fruttato ed è l'unico vino di porto classificato per grado di dolcezza. Esistono pertanto bianchi secchi, semi-secchi e dolci. Per via delle sue modalità di produzione, il porto bianco catalogato come "secco" non è mai completamente secco e conserva sempre parte della sua dolcezza iniziale.
Il porto bianco - normalmente giallo pallido quando giovane - col tempo tende a scurire diventando giallo-dorato e giallo-castano. Vi sono vini di porto bianco che data la loro età hanno assunto un colore ambrato tale da poter essere confusi per colore con tawny altrettanto vecchi.

## Porto rosé
Dal 2008 alcune cantine producono il cosiddetto porto "pink", un rosato dal sapore leggero e fruttato.

## Portoruby
I ruby sono vini rossi ed anch'essi invecchiano in grandi botti. Per via del poco contatto con il legno - dovuto al basso rapporto superficie/volume - e della scarsa ossidazione, essi conservano a lungo le loro caratteristiche iniziali. Sono vini molto fruttati, dal colore rubino intenso e sapore di frutti rossi (frutti di bosco e prugna, per esempio), con le caratteristiche dei vini giovani.

## Portotawny
I tawny sono vini rossi prodotti con le stesse uve dei ruby, ma invecchiano in botti grandi solo per due-tre anni, dopo i quali vengono travasati in piccole botti da circa 550 litri. In queste botti il contatto con il legno e, tramite esso, con l'aria, è maggiore; i tawny "respirano" di più, ossidandosi e invecchiando più rapidamente dei ruby. In questo modo perdono nel tempo il colore originale rosso rubino per assumere una tonalità più chiara, ambrata, e sapore di frutta secca, tipo noci o mandorle. Con l'invecchiamento, i tawny guadagnano ulteriormente in complessità aromatica, rinforzando il sentore di frutta secca ed acquisendo sapori che vanno dal tostato al caffè, al cioccolato, al miele. Nei tawny molto vecchi il colore rosso iniziale va scomparendo e passa da tonalità castane-dorate al color ambra.

## Categorie speciali
Il porto invecchiato fino a tre anni è considerato "Standard". Tutti gli altri porto che rimangono ad invecchiare nel legno per più tempo appartengono alla categoria speciali, questo è dovuto al fatto che sono prodotti con uve di alta qualità, in anni in cui le condizioni climatiche hanno permesso una produzione eccezionale. Fanno parte della categoria "speciali": Reserva (riserva), Vintage, Late Bottle Vintage (LBV), Single Quinta Vintage, Tawnies invecchiati, Colheita e Crusted.

### Porto "Reserva"
Tawny, White e Ruby possono essere Porto Reserva se invecchiati in rovere per almeno 7 anni, durante i quali subiscono un’ulteriore evoluzione dei sentori, del colore e degli aromi.

### Porto "LBV"
Porto Late Bottled Vintage (LBV) è un porto Stile ruby di un solo anno selezionato per la sua elevata qualità e imbottigliato dopo un periodo di invecchiamento in botte che va da 4 a 6 anni. La maggior parte delle volte è pronto ad essere consumato al momento dell'acquisto. Se l'etichetta presenta la scritta LBV filtered (filtrato) significa che il suo invecchiamento è stato stabilizzato e quindi negli anni cambierà solo lievemente il suo aroma, mentre se presenta l'etichetta LBV unfiltered (non filtrato) il porto continuerà ad invecchiare in bottiglia. Questo Vino presenta un colore rosso rubino intenso, molto corposo, ricco e in bocca ha la caratteristica e la personalità di un vino di una sola vendemmia (uve di una sola annata).

### Porto "Tawnies invecchiati"
I Tawnies sono vini ottenuti da uve rosse, invecchiati in botti di legno; ciò li espone a ossidazione graduale ad evaporazione. Come risultato dell'ossidazione, gradualmente il porto passa a un colore marrone dorato. L'esposizione all'ossigeno conferisce sapori di nocciola per il vino, che viene miscelato per corrispondere allo stile della casa produttrice. Un porto Tawny invecchiato è una miscela di vini che hanno trascorso più di tre anni in botti di legno, mescolati in modo tale da garantire il gusto tipico della casa produttrice. Una qualità superiore è quella del porto Tawny con indicazione di età. Esso rappresenta una miscela di diverse annate, rabboccate nelle loro botti per compensare l'evaporazione. Ufficialmente si possono vendere Tawny qualificati come: 10 anni, 20 anni, 30 anni e oltre 40 anni. Le categorie indicano un'età media che viene definita dal protocollo di miscelazione. Dopo l'imbottigliamento, un vino di porto invecchiato in botte per un tempo così lungo cessa sostanzialmente di evolvere. È anche possibile produrre un porto bianco invecchiato in questo modo, ma non tutti i produttori commercializzano vini di porto bianchi invecchiati.

### Porto "Colheita"
Questo vino è analogo al Tawny ma proveniente da una sola vendemmia ed è invecchiato in barrica per un periodo di almeno 7 anni; come il Tawny invecchiato si presenta con colori che vanno dal castano fino all'ambra (all'aumentare dell'età). L'evoluzione si arresta sostanzialmente dopo l'imbottigliamento.

### Porto "vintage"
Di gran lunga il porto più pregiato, prodotto con uve di una singola annata, invecchiato inizialmente in botte per un periodo di circa due anni per poi essere sottoposto ad un secondo invecchiamento in bottiglia che può durare molto a lungo (fino a 40 - 50 anni, e nelle annate migliori anche più di un secolo). Il suo prestigio è dato da un insieme di fattori, non ultimo la qualità delle uve raccolte, che, come nel caso di alcuni grandi vini italiani e francesi, qualora non raggiunga un alto standard non verrà impiegata per la produzione del "Vintage", ma solo per vini di qualità inferiore: in quella annata, quindi, non verrà prodotto alcun "Vintage". Il vino, per raggiungere la completa maturazione, necessita di lunghissimo invecchiamento: secondo alcuni produttori non andrebbe bevuto prima dei vent'anni, raggiungendo in molti casi età ben più mature.
Single Quinta Vintage Port
Alcuni produttori selezionano uve di una sola vigna, in questo caso il vino sarà un porto di "Quinta unica". A differenza di molte altre aree del mondo, in cui il singolo vigneto è valutato come Top qualità, nel porto, la singola Quinta, si classifica ad un gradino inferiore di qualità rispetto al Vintage porto. 
Il Single Quinta viene prodotto in annate buone ma non eccellenti, non dichiarate come "Vintage" dall'Instituto do Vinho do Porto.